# NGC 7817
NGC 7817 is een spiraalvormig sterrenstelsel in het sterrenbeeld Pegasus. Het hemelobject ligt 110 miljoen lichtjaar van de Aarde verwijderd en werd op 15 september 1784 ontdekt door de Duits-Britse astronoom William Herschel.

## Synoniemen
- UGC 19
- MCG 3-1-21
- ZWG 456.28
- KARA 4
- IRAS 00014+2028
- PGC 279